# Küngös megállóhely
Küngös megállóhely egy Veszprém vármegyei megállóhely, amit a GYSEV üzemeltetett Küngös településen.
A belterület északi szélén helyezkedik el, közvetlenül a falun átvezető 7202-es út szintbeli vasúti keresztezése mellett, közúti megközelítését is az az út biztosítja.
A megállót érintő egyetlen vasútvonalon a forgalom 2007 óta szünetel. Egykori felvételi épületét később tájházzá alakították át.

## Áthaladó vasútvonalak
A megállóhelyet a következő vasútvonalak érintik:
- Lepsény–Hajmáskér-vasútvonal

## Kapcsolódó állomások
A megállóhelyhez az alábbi állomások vannak a legközelebb:
- Berhida megállóhely (Lepsény–Hajmáskér-vasútvonal)
- Csajág felső megállóhely (Lepsény–Hajmáskér-vasútvonal)

## Forgalom
A megállóhelyen és a rajta áthaladó vasútvonal egy szakaszán a vasúti forgalom 2007. március 4-e óta szünetel.
Bővebben: 2007-es magyarországi vasútbezárások